# Meldert (Vlaams-Brabant)
Meldert is een dorp in de Belgische provincie Vlaams-Brabant en een deelgemeente van Hoegaarden. Meldert was een zelfstandige gemeente tot aan de gemeentelijke herindeling van 1965.

## Geschiedenis
Op het eind van het ancien régime werd Meldert een gemeente. In 1965 fusioneerde Meldert met de gemeenten Opvelp, Neervelp en Willebringen tot fusiegemeente Honsem. Die gemeente werd in 1977 alweer opgesplitst en Meldert werd bij de gemeente Hoegaarden gevoegd.
De Franse naam voor Meldert was vroeger Maillard.

## Bezienswaardigheden

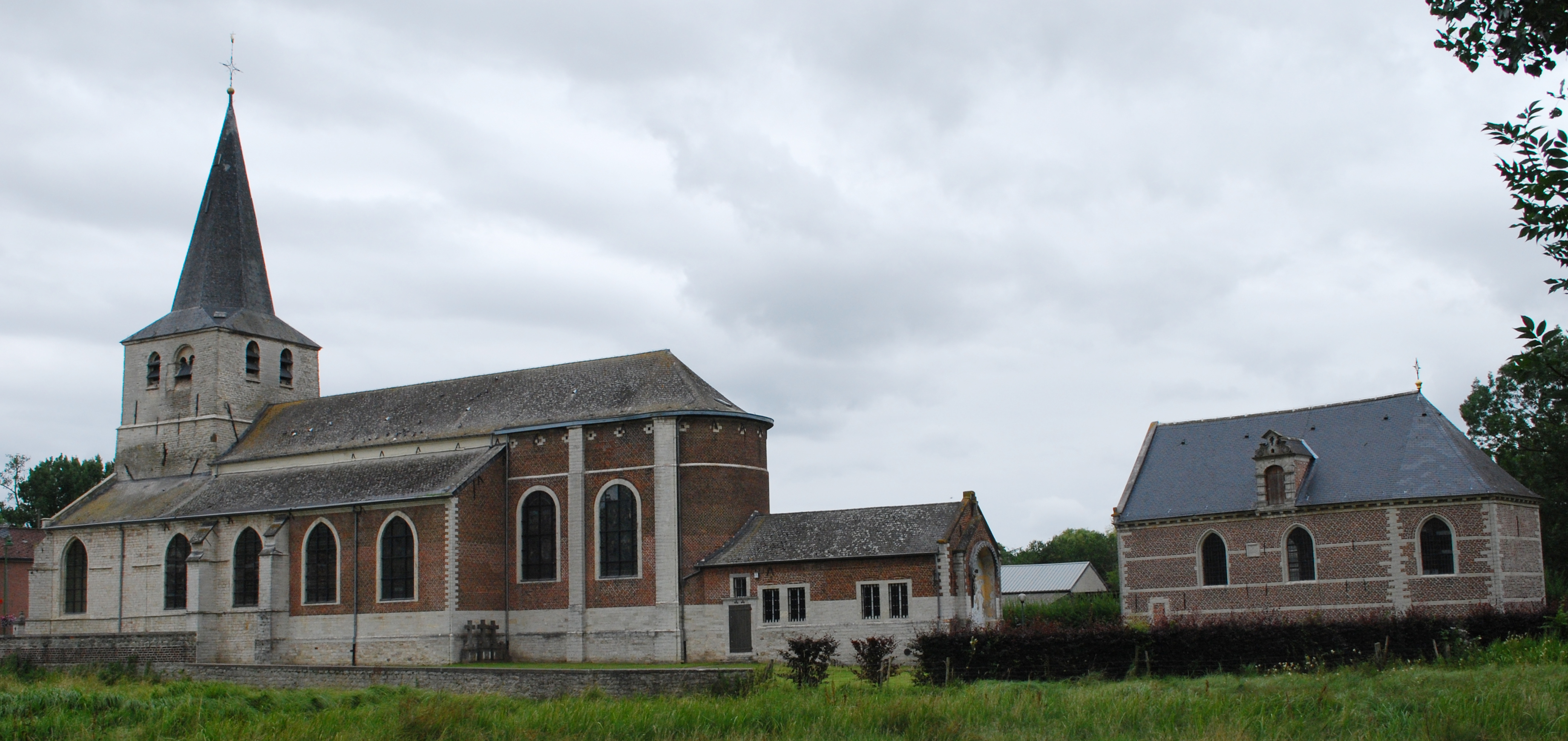
Sint-Ermelindiskerk te Meldert, Hoegaarden

- Het Sint-Janscollege is een mooi voorbeeld van neogotische kasteelarchitectuur uit de 19e eeuw in Vlaanderen. Het kasteel met zijn bijgebouwen is omringd door een uitgestrekt parkbos van 40 ha.[1]
- De Sint-Ermelindiskerk waar zich een fraaie gotische grafsteen bevindt van jonker Lybrecht van Meldert (†1484), afgebeeld in volle wapenrusting.
- De 17de-eeuwse Sint-Ermelindiskapel, ter ere van Sint-Ermelindis, achter de kerk.
- Het Kasteel van Meldert
- De Sint-Quirinuskapel

## Natuur en landschap
Meldert ligt in Haspengouw op het Haspengouws Plateau. De hoogte bedraagt 69-101 meter. De belangrijkste natuurgebieden zijn:
- Het Meldertbos omvat een gebied van 24 ha. Het is aangeduid als een Europees Habitatgebied, daarnaast is het geklasseerd als dorpsgezicht en opgenomen in de Atlas van de landschappen. Het geheel is ook het brongebied van een van de zijtakken van de Molenbeek.[2]
- De Mene-Jordaanvallei is een natuurgebied van meer dan 100 hectare gelegen tussen Meldert en Hoksem.

## Demografische ontwikkeling
- Bronnen:NIS, Opm:1831 tot en met 1961=volkstellingen

## Politiek
Oude burgemeesters
- H. Schoolmeesters (1884)[3]
- Auguste de Lantsheere (1912)[4]
- René Hendrickx (-1965)[5]

## Onderwijs
- Het Sint-Janscollege.

## Nabijgelegen kernen
Hoegaarden, Hoksem, Willebringen, Opvelp, Bevekom, Sluizen
Deelgemeenten: Hoegaarden · Meldert · Outgaarden

Overige dorpen en gehucht: Aalst · Babelom · Hoksem · Klein-Overlaar · Nerm · Rommersom · Sint-Katharina-Houtem

Belgische gemeenten · Arrondissement Leuven · Vlaams-Brabant · Vlaanderen